# Tàngara de matollar comuna
La tàngara de matollar comuna (Chlorospingus flavopectus) és un ocell de la família dels passerèl·lids (Passerellidae).
C. flavopectus en el sentit ampli és en realitat un notori complex d'espècies críptiques i és probable que diverses de les 25 subespècies reconegudes en els últims temps siguin en realitat espècies diferents. De fet, algunes poblacions semblen ser més diferents que altres membres de Chlorospingus.

## Hàbitat i distribució
L'hàbitat es troba a la llarga de les muntanyes de l'ecoregió Neotropical, des del sud-oest de Mèxic cap al sud fins al nord-oest de l'Argentina on es troba la selva nebulosa amb ampli sotabosc i clarianes arbustives adjacents, on dominen arbres i arbustos de famílies com les Asteràcies, Clusiàcies, Ciateàcies, Melastomatàcies, Rubiàcies i les Winteràcies, i epífits de les Aràcies (per exemple, Anthurium) i Orquídies.

## Descripció i ecologia
L'adult fa 13,5 cm de llarg i pesa 20 g de mitjana. Tenen el cap marró amb un supercili (generalment) prim i una taca blanca darrere de l'ull i una gola clara. Les parts superiors són de color oliva i les inferiors grogues, que es tornen blanques al ventre. La coloració, especialment de les galtes, la gola i la regió dels ulls, és molt variable en tota la gamma, donant pes a la teoria que aquests ocells formen una superespècie. Els immadurs són més marrons per sobre, més foscos per sota i tenen una taca a l'ull color oliva però més apagada. Les cries estan cobertes de plomes grises fosques i tenen el bec groc brillant.
La piulada és un «tseeet» o «xit» grinyolant. El cant varia molt entre les poblacions.
La tàngara de matollar celluda (C. pileatus) té el cap més negre amb un supercili blanc molt notori en lloc d'una taca ocular.
Aquest ocell es troba normalment entre 400 i 2.300 msnm a mesoamèrica; prop de l'equador es troben habitualment a altituds de 2.000 a 3.500 msnm.
La tàngara de matollar comuna es troba generalment en grups petits o com a part d'un grup d'espècies mixtes, i és més aviat sedentària. Aquest passeriforme s'alimenta d'insectes, aranyes petits fruits i nèctar.
El poll Myrsidea ophthalmici va ser descrit al ser trobat parasitant un exemplar veneçolà d'aquest ocell; no se sap d'altres hostes fins ara. La població veneçolana de tàngara de matollar comuna, si aquest tàxon es divideix, s'assignaria a una espècie diferent. Aparentment, no hi ha una temporada de nidificació concreta almenys a les zones més càlides on habita, però en general sembla que prefereix reproduir-se principalment entre octubre i maig. Aquests ocells amaguen el niu sota la vegetació en una riba o pendent, en un forat o en un tronc d'arbre, entre epífits o dalt d'un arbre. El niu és voluminós i té forma de copa, fet de branques fines i arrels, fulles gruixudes i molses, fa uns 10-15 cm d'alçada i gairebé 10 cm d'ample. La copa del niu, folrada de fulles fines i fibres, fa gairebé 5 cm d'ample i de profunditat. El niu es pot col·locar a més de 20 m dalt d'un arbre, però normalment es troba a 15 m d'alçada o menys; en la majoria de les poblacions els nius es construeixen ocasionalment a menys d'1 m d'alçada i de vegades fins i tot just a terra.
La posta habitual és de dos ous. Les poblacions més septentrionals, però, de vegades en son de tres ous, mentre que al grup de la zona andina meridional les postes d'un sol ou poden ser freqüents o fins i tot la norma. Aquesta espècie és regularment de cria doble almenys en part de la seva àrea de distribució. Els ous són de color blanc brut i taques castany rogenc més grosses i taques granats més petites principalment a l'extrem rom. Tenen uns 20 mm de llarg i un pes d'uns 2,4 g de mitjana, tot i que els ous d'una posta de la zona andina poden mesurar gairebé 24 mm de llarg i normalment pesen al voltant de 3 g i ocasionalment una mica més de 3,5 g. La femella cova gran part del dia, mentre que ambdós pares proporcionen menjar a les cries. A mesura que els cries estan a prop de emprendre el vol, s'alimenten de mitjana cada 15 minuts aproximadament.

## Sistemàtica i taxonomia
Tradicionalment, el gènere Chlorospingus es col·locava amb la família dels tràupids. L'ampli ventall i la considerable variació morfològica que mostra C. ophthalmicus ha estat un problema per als ornitòlegs durant moltes dècades. Inicialment, molts tàxons actualment unificats en aquesta espècie es consideraven diferents, però finalment es van agrupar tots. Els resultats més recents suggereixen que la tàngara de matollar comuna és en realitat una superespècie.
Un estudi preliminar de dades d'aloenzims va trobar divergències importants entre les poblacions del nord. Les dades de la seqüència d'ADNmt ATPasa 8 van trobar cinc clades principals només a les poblacions mexicanes. Aquests estudi es van confirmar posteriorment mitjançant comparacions morfològiques. Estant a l'espera de les dades de les poblacions del sud de Mèxic, sembla que la separació formal d'aquesta espècie en diverses serà resultat final. A més, seria interessant determinar si hi ha variacions geogràfiques en el cant que enfortirien encara més el cas de l'estatus de les espècies dels tàxons. La variació morfològica, encara que reconeixible, és més aviat discreta i probablement més la conseqüència de la deriva genètica en subpoblacions recentment aïllades que la causa de la seva separació.

### Grup septentrional
Aquestes poblacions es caracteritzen per una capçada més marronosa que grisa i en algunes fins i tot una tonalitat pura de marró més o menys vermellós. Les marques del cap solen ser visibles i contrastades. El cant és agut i fi amb moltes variacions.
Sembla com si el grup al nord de l'istme de Panamà es va originar abans de l'últim combat del Gran intercanvi americà, fent un salt d'illa a través de les cadenes muntanyoses emergents que ara conformen l'istme fa uns 6 milions d'anys (Ma). Els descendents directes dels colonitzadors originals de Mesoamèrica són el grup mesoamericà més meridional, com és d'esperar. Fa uns 5,5 milions d'anys, es va originar la població de la Sierra de los Tuxtlas. Els altres grups a l'oest de l'istme de Tehuantepec es van dispersar de manera més aviat sincrònica entre 3 i 4Ma.
La divergència entre els clades del nord sembla haver-se produït massa aviat perquè les edats glacials del Plistocè hagin tingut un paper important. Més aviat, sembla que la tàngara de matollar comuna va evolucionar i sempre es va limitar a la selva nebulosa de muntanya. Donats els hàbits sedentaris, la filogènia sembla ser el resultat d'una combinació de l'expansió i la constricció de l'hàbitat a causa dels canvis climàtics del Pliocè i, amb menys freqüència, una dispersió accidental (com a la Sierra de los Tuxtlas i, abans, a Mesoamèrica en general) .
Els cinc clades del nord són:
- Chlorospingus (ophthalmicus) ophthalmicus - (Du Bus de Gisignies, 1847) - Es troba a la Sierra Madre Oriental, des del sud-est de San Luis Potosí fins al nord d'Oaxaca. Pot contenir diverses subespècies. Es desconeix l'estat dels ocells dels voltants de Montserrate (Chiapas més occidental), però probablement són dwighti. Descripció: Coroneta color oliva. Gola de color gris blanquinós, tacat i amb “bigotis” indistints. Banda de pit groc color groc chartreuse. Regió de l'orella fosca. Línia ocular prima, blanca i incompleta. Taques al front indistintes.

- Chlorospingus (ophthalmicus) postocularis - (Cabanis, 1866) - Es troba a l'extrem sud-est de la Serra Madre de Chiapas (Volcán Tacaná; probablement a l'oest fins a El Triunfo) i cap al sud al llarg del vessant del Pacífic de les muntanyes centreamericanes, probablement fins a Nicaragua. Si es considera una espècie separada, inclou les subespècies honduratius i schistaceiceps. Descripció: Coroneta sèpia. Gola gairebé blanca, puntejada, sense "bigotis". Banda de pit groc. Regió de l'orella blanquinosa. Ratlla dels ulls prima, més ample darrere de l'ull però sense "ulleres". Front sense taques.

- Chlorospingus (ophthalmicus) albifrons - (Salvin & Godman, 1889) - Es troba a les muntanyes de la Sierra Madre del Sur a Guerrero i Oaxaca. Pot contenir diverses subespècies com ara persimilis de la serra de Miahuatlán. Descripció: Coroneta de canyella. Colla lleugera de color brillant amb "bigotis" conspicus i costats tacats. Banda de pit groc mandarina. Regió de l'orella fosca. Rat dels ulls prim, fusionant-se en ulleres blanques incompletes i, per tant, amb forma de llàgrima horitzontal. Front amb taques blanques rodones.

- Chlorospingus (ophthalmicus) dwighti - (Underdown, 1931) - Es troba a les muntanyes del nord de Chiapas i la part més oriental d'Oaxaca, a l'oest fins al vessant atlàntic de Guatemala i probablement a l'oest de la Sierra Madre de Chiapas. Descripció: Coroneta color oliva. Gola gairebé blanca, puntejada i amb "bigotis" poc definits. Banda del pit amb tons de groc chartreuse a verd oliva. Regió de l'orella fosca. Supercili gruixut. "Ulleres" blanques incompletes conspícues. Taques al front indistintes.

- Chlorospingus (ophthalmicus) wetmorei - (Lowery & Newman, 1949) - Es troba a la Sierra de los Tuxtlas, Veracruz. Descripció: Coroneta color oliva. Gola de color gris blanquinós, tacat i amb “bigotis” indistints. Banda al pit de groc a groc chartreuse. Regió de l'orella fosca. Línia dels ulls prima. "Ulleres" blanques primes i incompletes. Taques blanques al front en forma de V.

Chlorospingus ophthalmicus regionalis es troba a Costa Rica. La seva relació amb el grup postocularis i el panameny C. o. novicius mereix un estudi exhaustiu, ja que aquests tres tàxons semblen ser més aviat intermedis entre els principals grups nord-americans i sud-americans, amb orelles blanquinoses però una capçada força marronosa.

### Grup meridional
Les dades ecològiques també mostren algunes diferències interessants entre les poblacions del sud. Sembla que diverses subespècies són ben diferents i hi ha moltes proves que suggereixen que són espècies diferents. Aquests ocells són generalment més foscos i tenen el plomatge del cap més diferent que les poblacions del nord.
Al nord de la Serralada Oriental de Colòmbia, que s'estén per la Serranía de Mérida i la Serranía del Perijá de Veneçuela, hi ha un grup de subespècies que s'assembla als ocells del nord com ara la subespècie C. o. venezuelensis. Poden estar més estretament relacionats amb els de l'istme de Panamà, o constituir un grup diferent de les subespècies centreamericanes. Una subespècie indeterminada i possiblement nova es troba a l'Estat Lara a Veneçuela, per exemple al parc nacional de Yacambú. C. o. jacqueti es troba al nord del departament de Santander i possiblement als departaments de Boyacá i Santander a Colòmbia; sembla ser el representant més meridional d'aquest grup. Aquests ocells tenen una capçada de color marró grisenc, una gola tacada de color blanc camussa i, com els ocells més al nord, una línia de l'orella blanca. El cant consisteix en una sèrie monòtona de «xit» o «txup».
Entre el nord del departament de Santander i la regió fronterera dels departaments d'Antioquia, Boyacá, Cundinamarca i Santander, existeix una situació complexa, amb C. o. eminens, C. o. exitelus i C. o. trudis no té una assignació clara pel que fa al grup de subespècies. Si hi ha poca intergradació en aquesta regió, el cas perquè les poblacions andines del sud siguin una espècie diferent és bastant sòlit. De fet, han estat tractats una vegada i una altra com una espècie C. flavopectus.
El grup dels flavopectus conté ocells més grossos que no tenen un to marró pronunciat a la capçada; molts membres tenen aquesta àrea purament de gris a negre. La gola blanca gairebé no té taques i no hi ha cap línia blanca de l'orella. Aquest grup inclou tàxons com C. o. flavopectus i C. o. nigriceps del centre al sud de Colòmbia, C. o. phaeocephalus de l'Equador, C. o. peruvianus del Perú, o C. o. cinereocephalus i C. o. hiàtic. El cant consisteix en una sèrie de notes de «xit», que s'acceleren a «xit-its» més aguts i sovint s'acceleren encara més, però que tornen a baixar de to per esvair-se en un Trinat tremolós «trrrrrrrr»... Alguns, com C. o. phaeocephalus i C. o. nigriceps, tenen un cant encara més complex, en què la part mitjana és substituïda per un primer trinat a volum constant, trencant-se en uns quants trinats més curts «trrrrrrrr tr tr tr»... abans d'acabar amb el trinat inferior esvaït. Aquestes poblacions també tendeixen a donar llargues sèries de crits entre les seves cançons.
A l'extrem sud de l'àrea de distribució de l'espècie, C. o. argentatus es troba a les iungas del nord-oest d'Argentina. No se sap exactament com es relacionen aquests ocells amb els tàxons de més amunt dels Andes perquè han estat poc estudiats. Tenen tendència a construir els nius de manera inusual als arbres; per aquest motiu, es desconeix si les postes d'un sol ou són tan freqüents en aquesta població com sembla que es produeixen en el grup dels flavopectus. No sembla que li agradi niar a menys de 10 m sobre el sòl, però tenint en compte l'alta taxa d'intents de nidificació fallits (més del 35% dels nius abandonats en un estudi al Parc Nacional El Rey), per a evitar els depredadors o altres motius, el fracàs de la cria no sembla ser una molt bona explicació per a aquest comportament.